# ان‌جی‌سی ۵۳۶۳
ان‌جی‌سی ۵۳۶۳ (انگلیسی: NGC 5363) یک کهکشان عدسی شکل است که در صورت فلکی دوشیزه و در فاصله ۶۵ میلیون سال نوری از زمین قرار دارد. این کهکشان در ۱۹ ژانویه ۱۷۸۴ توسط ویلیام هرشل کشف شد.